# ابرهارد کولنر
ابرهارد کولنر (به انگلیسی: Eberhard Köllner) فضانورد اهل کشور آلمان است که در ۲۹ سپتامبر ۱۹۳۹ میلادی در اشتاسفورت زاده شد. وی در مأموریت سایوز ۳۱ حضور داشته است.